# Willi Orbán
Willi Orbán (Kaiserslautern, 2 de novembro de 1992) é um futebolista profissional húngaro nascido na Alemanha que atua como zagueiro. Revelado pelo clube alemão Kaiserslautern, atualmente defende o RB Leipzig. Atualmente defende a Seleção Húngara, onde é capitão e coleciona atuações mas, anteriormente, defendeu as categorias de base da Alemanha, onde teve duas convocações para a equipe sub-21, no ano de 2014.

## Carreira
Orbán começou a carreira no Kaiserslautern.

## Títulos
RB Leipzig
- Copa da Alemanha: 2021–22, 2022–23
- Supercopa da Alemanha: 2023